# Sphenomorphus striolatus
Sphenomorphus striolatus — вид сцинкоподібних ящірок родини сцинкових (Scincidae). Ендемік Індонезії.

## Поширення і екологія
Sphenomorphus striolatus мешкають на островах Комодо, Рінка, Дамма і Флорес в групі Малих Зондських островів. Вони живуть в сухих тропічних лісах і галерейних лісах, на висоті до 1200 м над рівнем моря.